# La Cloche de détresse
La Cloche de détresse (titre original : The Bell Jar) est l'unique roman de la femme de lettres américaine Sylvia Plath, tout d'abord publié sous le pseudonyme de Victoria Lucas en 1963, un mois avant la mort de son autrice. Il s'agit d'un roman d'inspiration autobiographique, dans lequel les noms des lieux et des personnes ont été changés afin d'éviter toute polémique.
Après le suicide de Sylvia Plath, le roman a été de nouveau publié, sous sa véritable identité cette fois, et cela a causé de véritables levées de boucliers. Il en résulta notamment un procès gagné par sa plaignante (qui s'est reconnue dans le personnage de Joan dans le livre), le tribunal ayant déclaré comme fondée sa plainte en diffamation concernant sa prétendue homosexualité.
La Cloche de détresse a été adapté à l'écran en 1979 par Larry Peerce, avec Marilyn Hassett dans le rôle d'Esther Greenwood.

## Résumé
La narratrice, Esther Greenwood, dix-neuf ans, est l'une des lauréates d'un concours de poésie organisé par un magazine de mode. À ce titre, elle va passer, avec les autres lauréates, une partie de l'été à New York, au moment de l'exécution du couple Rosenberg. Esther se lie d'amitié avec Doreen, une fille délurée et, même si elle la méprise d'un certain point de vue, elle tente de lui ressembler en toutes choses, essayant notamment de perdre sa virginité à chaque fois qu'elle en a l'occasion, ces tentatives devenant pour elle une véritable obsession malsaine. De réceptions en soirées futiles, elle mène un genre de vie mondaine auquel elle n'est pas habituée.
Esther parvient tant bien que mal à gérer ces moments de vie à New York, puis retourne chez sa mère, qu'elle tient pour responsable de la mort de son père diabétique. Très vite, elle plonge inexorablement dans la dépression, souffrant notamment de sévères insomnies. Elle consulte alors un psychiatre, qui lui prescrit une thérapie par électrochocs. Cette thérapie ne l'empêche pas de multiplier les tentatives de suicide par la suite, la dernière et la plus sérieuse étant relatée à la fin du chapitre treize. Ce passage relate fidèlement les faits de la vie de Sylvia Plath : Esther laisse un mot disant qu'elle part pour une longue promenade, se cache dans la cave de la maison de sa mère et avale une cinquantaine de comprimés de somnifères. Elle survit à cette tentative, qui la conduit dans une institution psychiatrique où elle se fera de nouveaux amis, et où elle sera encore une fois soumise à un traitement par électrochocs. Esther finit par perdre sa virginité avec Irwin, un professeur de mathématiques, au chapitre 19, vers la fin du livre, dans un climat apocalyptique, dans la mesure où elle est victime d'une hémorragie vaginale telle qu'elle doit être admise en urgence à l'hôpital.

## Genèse
Au-delà de la dimension hautement autobiographique du récit, La Cloche de détresse a aussi été inspirée par un autre roman : Hangsaman, de Shirley Jackson, publié en 1951 et qui suit l'entrée à l'université d'une jeune femme à l'état mental fragile. Les deux livres ont la particularité de représenter la dépression et l'aliénation subie par les femmes dans les années 1950 et 1960.

## Analyse
Ce roman est souvent considéré comme un roman à clef, articulé autour d'un parallèle entre la plongée dans la folie de l'héroïne, et les propres expériences de Sylvia Plath eu égard aux troubles bipolaires sévères dont elle souffrait.
Certains critiques ont comparé ce roman à une version féminine du roman L'Attrape-Cœurs (titre original : The Catcher in the Rye) de J. D. Salinger.